# Carex nelmesiana
Carex nelmesiana là một loài thực vật có hoa trong họ Cói. Loài này được Barros mô tả khoa học đầu tiên năm 1957.